# Jalousie (chanson d'Angèle)
Pour les articles homonymes, voir Jalousie (homonymie).
Singles de Angèle
La Thune
(2018) Tout oublier
(2018)
Clip vidéo
[vidéo] « Jalousie », sur YouTube
Jalousie est une chanson de la chanteuse belge Angèle, sortie le 20 septembre 2018. C'est le quatrième single de son premier album Brol. Le vidéoclip de cette chanson, diffusé le même jour sur la plateforme YouTube, est produit par Motion Palace.

## Thème des paroles
Dans cette chanson, Angèle parle de la jalousie et de comment les gens se laissent mener par celle-ci.

## Clip
Réalisé par Neels Castillon et Léo Walk, le vidéoclip a été tourné au Siège du Parti communiste français, à Paris, dans le bâtiment moderniste conçu par Oscar Niemeyer.

## Classements et certifications

### Classements hebdomadaires
| Classement (2019)                       | Meilleure position |
| --------------------------------------- | ------------------ |
| Belgique (Flandre Ultratip 100)         | Tip                |
| Belgique (Wallonie Ultratop 50 Singles) | 12                 |
| Belgique (Wallonie Ultratop 50 Airplay) | 37                 |
| France (SNEP)                           | 26                 |
| France (SNEP streaming)                 | 22                 |
| France (SNEP téléchargements)           | 57                 |

### Certification
| Pays          | Certification | Streams    |
| ------------- | ------------- | ---------- |
| France (SNEP) | Diamant       | 50 000 000 |